# Josef Schmid (General)

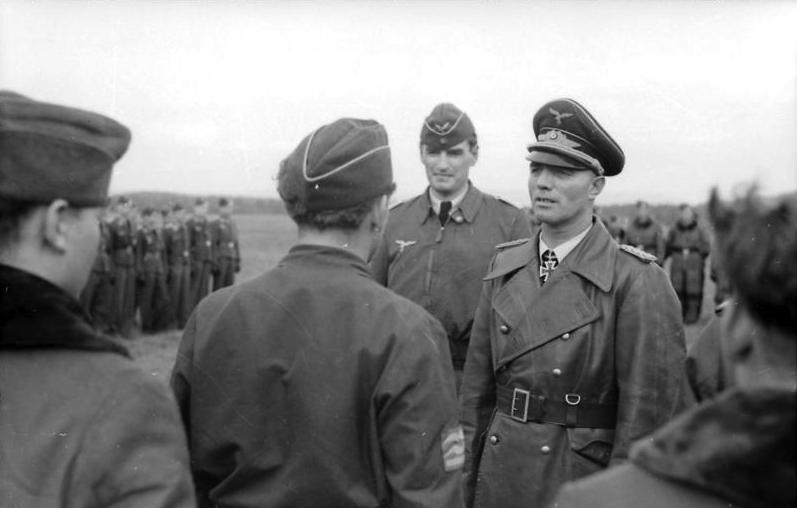
Josef Schmid

Josef "Beppo" Schmid (* 24. September 1901 in Göggingen; † 30. August 1956 in Augsburg) war ein deutscher Offizier, zuletzt Generalleutnant der Luftwaffe im Zweiten Weltkrieg.

## Militärische Laufbahn
Beförderungen
- 1. August 1923 Fähnrich
- 24. September 1924 Oberfähnrich
- 1. Dezember 1924 Leutnant
- 1. Juli 1928 Oberleutnant
- 1. Juli 1934 Hauptmann
- 1. August 1936 Major
- 1. November 1938 Oberstleutnant
- 19. Juli 1940 Oberst
- 1. März 1943 Generalmajor
- 1. Juli 1944 Generalleutnant

Schmid diente vom 12. Februar 1919 bis zum 15. Mai 1920 als Freiwilliger im Freikorps Epp. Anschließend trat er am 13. April 1921 als Fahnenjunker der Reichswehr bei und wurde dem 19. Infanterie-Regiment zugeordnet. Dort besuchte Schmid von 1922 bis 1923 die Kriegsschule in München sowie 1924 die in Ohrdruf. Nach deren Beendigung diente er von 1925 bis Ende September 1933 als Zugführer im 21. Infanterie-Regiment. Seine anschließende Generalstabsausbildung erfolgte von Oktober 1933 bis Juni 1935.
In dieser Eigenschaft trat Schmid am 1. Juli 1935 zur Luftwaffe über, wo er zunächst Referent in der Operationsabteilung des Generalstabs der Luftwaffe war. Zum 1. April 1939 stieg er dort zum Chef der 5. Abteilung auf und fungierte gleichzeitig als Generalstabsoffizier im Ministeramt des Oberbefehlshabers der Luftwaffe. Diese beiden Funktionen hatte Schmid bis Mitte Oktober 1942 inne. Laut Historiker Erik Larson trug er dort durch falsche Einschätzung der Royal Air Force zum Misserfolg der Luftschlacht um England bei.
Vom 15. Oktober bis 31. Dezember 1942 diente er im Stabe der Luftwaffen-Division Hermann Göring, wo er Führer der Kampfgruppe Schmid war. Am 1. Januar 1943 wurde er zum Kommandeur der Divisionsteile der selbigen Division im Afrikafeldzug. Nach der Niederlage des Afrikakorps kehrte Schmid nach Deutschland zurück, wo er bis Mitte September 1943 Offizier ohne eigenen Einsatzbereich war. Am 15. September 1943 wurde er zum Kommandierenden General des I. Jagdkorps ernannt, welches er bis Ende November 1944 auch führte. In den letzten Kriegsmonaten war er vom 12. Dezember 1944 bis 27. April 1945 Befehlshaber des Luftwaffenkommandos West. Am 27. April 1945 geriet er in britische Kriegsgefangenschaft, aus der er am 1. April 1948 entlassen wurde.

### Auszeichnungen
- Ritterkreuz des Eisernen Kreuzes 1943

## Nach dem Krieg
Ab 1953 nahm Schmid am German Air Force (GAF) Monograph Project (auch bekannt als 'Karlsruhe project') teil.
Schmid und Generalmajor a. D. Walter Grabmann trugen etwa 2.500 Seiten zusammen; Teile davon flossen in Schmids Studie The Air War in the West ein. 
Schmid stiftete auch seine Tagebücher für das Projekt.